# Bagagerie d'Antigel
La bagagerie d'Antigel est une association caritative d'aide aux sans-abri, fondée à Paris en 2010, dans le 15e arrondissement. Elle permet aux sans-abri inscrits de déposer ou reprendre leurs bagages, se changer, discuter entre eux et avec les bénévoles, consulter internet. Ils peuvent aussi participer à des animations, des visites, des activités diverses, et parfois des stages.

## Historique
Cette association est née en 2010, à l'initiative de paroissiens de Saint-Jean-Baptiste de Grenelle à Paris, membres du groupe Antigel qui vont le soir à la rencontre des gens de la rue et qui veulent « aller plus loin ». L'idée vient des sans-domicile visités, qui sont gênés par leurs bagages, et expriment le besoin d'être plus libres dans la journée pour leurs déplacements et leurs démarches,.
Un local est loué 230 rue Lecourbe, dans le 15e arrondissement de Paris par l'association qui reçoit des subventions de la DDASS, de la Mairie de Paris qui a également accepté de baisser le loyer du local ; la paroisse et les bénévoles complètent le financement. Les financements publics ayant baissé entre 2013 et 2015, la Fondation Notre-Dame prend en partie le relais.

## Fonctionnement et activités
Le fonctionnement est inspiré de celui de la bagagerie Les mains libres, aux Halles, avec deux créneaux horaires quotidiens, sept jours sur sept. Chaque bénéficiaire de la bagagerie d'Antigel, appelé « usager » de la bagagerie, y dispose d'un casier où il peut déposer et reprendre ses affaires le matin ou le soir. 60 casiers sont prévus à l'origine, dont dix pour les cas d'urgence ; en 2013, il y a 48 casiers, tous occupés. Chaque usager doit au préalable faire une première démarche auprès d'une autre association, pour domiciliation, et est suivi par un travailleur social.
En plus de la bagagerie proprement dite, chaque usager dispose de temps et d'espace pour se poser, prendre un café, se laver, se changer dans un des deux vestiaires, consulter internet dans la salle informatique, parler et partager entre eux ou avec les bénévoles,,.
Des activités sont organisées, des sorties au cinéma, des visites d'expositions, footing, groupes de partage, concerts, yoga,. Il y a aussi des sorties plus lointaines ou des stages, comme le stage de remobilisation à Houlgate en avril 2015, avec activités sportives et échanges, permettant d'« aérer le corps et l'esprit ».

## Sources
- Romain Thirion, « La bagagerie d'Antigel soulagera les SDF », sur La Croix, 10 juin 2010 (consulté le 17 octobre 2015).
- « La bagagerie d'Antigel, un endroit pour se poser », sur Le Parisien, 20 mars 2013 (consulté le 17 octobre 2015).
- « La bagagerie d'Antigel, une « bouée de sauvetage » pour ses usagers », sur Paris.catholique.fr, [2013] (consulté le 17 octobre 2015).
- Didier Arnaud, « Une parenthèse dans la vie de SDF », sur Libération, 23 avril 2015 (consulté le 17 octobre 2015).